# Лихачёв, Фёдор Фёдорович
Фёдор Фёдорович Лихачёв (? — 1653) — русский государственный деятель первой половины XVII века, подьячий (1604), дьяк (1609), думный дьяк (1622), печатник (1641) и думный дворянин (1644).

## Биография
В 1604 году Фёдор Фёдорович Лихачёв упоминается в чине подьячего. В 1606 году он был отправлен из Москвы в Калугу вместе с воеводами: боярами князем Иваном Ивановичем Шуйским, князем Борисом Петровичем Татевым и окольничим Михаилом Игнатьевичем Татищевым.
В 1609 году Ф. Ф. Лихачёв служил дьяком Стрелецкого приказа. В 1611—1612 годах — дьяк в Казенном приказе. Вместе с другими дьяками выдавал из царской казны польскому гарнизону вместо жалованья разные ценные вещи (золото, серебро, посохи, чарки, ковши, блюда, суда, церковные сосуды из храмов, оклады с чудотворных икон).
В 1613 году Фёдор Лихачёв подписал грамоту Земского собора об избрании на царский престол М. Ф. Романова.
В декабре 1613 — марте 1615 годах служил дьяком в Казани при воеводах: боярине князе Иване Михайловичем Воротынском и князе Юрии Петровиче Ушатом. В 1617 году служил в Разбойном приказе.
В 1618—1620 годах вторично служил в качестве дьяка в Казани, вначале при воеводах князе Иване Михайловиче Воротынском и князем Борисе Андреевиче Хилкове, а затем только вместе с князем Хилковым, вместе с которым и был отозван в столицу.
В 1622 году служил думным дьяком в Разрядном приказе. С этого времени он часто присутствовал у царского стола. Когда царь Михаил Фёдорович уезжал в богомольные походы, Фёдор Лихачёв был одним из тех лиц, которым поручалось «ведать» Москву. В качестве разрядного дьяка он принимал участие в рассмотрении местнических дел.
В 1624 году на первой свадьбе царя Михаила Фёдоровича с княжной М. В. Долгоруковой и в 1626 году на второй свадьбе с Е. Л. Стрешневой Фёдор Лихачёв нес «осыпало» на золотой миске: «на три угла был положен хмель, да тридевять соболей, да тридевять платков золотых участковых, да тридевять белок, да восемнадцать пенязей золоченых чеканены, да девять золотых угорских». Мису с «осыпалом» он держал, когда причесывали голову невесте.
В 1626 году дьяком в Посольский приказ вместо Ивана Грамотина, попавшего в царскую опалу, был назначен Ефим Телепнев. Ему было велено быть меньше разрядного дьяка Ф. Лихачёва, «потому что при царе Василие был в Разряде большой думный дьяк Василей Янов, а в Посольском приказе был думный диак, брат ево Ефимов, Василей Телепнев, а Василей Телепнев был менши Василья Янова…» Однако Ефим Телепнев пытался добиться первенства: «Ефим многожды бил челом, и государь Ефиму велел отказать; и бив челом, был».
В 1627 году дьяк Фёдор Лихачёв присутствовал на прениях по поводу «Катихизиса» Лаврентия Зизания. В этом году в Москву прибыл известный южнорусский филолог и богослов, протоиерей Л. И. Зизаний, который привёз свой «Катехизис» для исправления, с просьбой о чём он и обратился к патриарху Филарету. Патриарх поручил поговорить с ним игумену Илье и справщику типографии Григорию «любовным обычаем и со смирением нрава». Прения происходили на Казенном дворе, в нижней палате, под наблюдением боярина князя Ивана Борисовича Черкасского и думного дьяка Фёдора Лихачёва.
Служа в Разрядном приказе, в 1627 году Фёдор Лихачёв ведал Земский приказ, где он вместе с товарищем, дьяком Михаилом Даниловым, восстанавливал в этом году книгу Большого Чертежа. В 1629 году в его ведении был Разбойный приказ, а в 1630 году он стал дьяком в Посольском приказе.
С 1626 года Фёдор Лихачёв стал участвовал в приёмах иностранных гонцов и послов, иногда «уряжал» встречи, присутствовал при торжественных приёмах послов царем Михаилом Фёдоровичем, «объявлял» их ему в начале приёма, а под конец сообщал, что государь и патриарх жалуют их от своего стола «ествою» и питьём. Вместе с боярами он также бывал «в ответе» с послами.
В 1635—1639 годах Ф. Ф. Лихачёв служил дьяков в приказе Новгородской Чети. В январе и марте 1639 года скончались сыновья царя Михаила Фёдоровича, царевичи Иван и Василий Михайловичи. В дни погребения царевичей дьяк Федор Лихачёв «дневал и ночевал» у их гробов.
В октябре 1641 года царь Михаил Фёдорович пожаловал думного дьяка Фёдора Лихачёва в печатники. После этого назначения, как видно из «Дворцовых разрядов», Ф. Ф. Лихачев стал писаться с «вичем», то есть упоминаться с отчеством.
3 января 1642 года в Москве был созван Земский собор, который должен был решить, должно ли Русское государство удержать Азов, захваченный донскими казаками, или вернуть его обратно туркам. На соборе выступал с докладом по этому делу дьяк Фёдор Лихачёв. 
9 апреля 1643 года в столовой зале он представил царю доктора Иоганна Белау, который был милостиво принят, щедро одарен бархатом, атласом, сукном, соболями и деньгами и вскоре заслужил благоволение и доверие Михаила Фёдоровича и Алексея Михайловича, чем и воспользовался для личного обогащения.
1 сентября 1644 года Фёдор Фёдорович Лихачёв был пожалован в думные дворяне.
В 1648 году на свадьбе царя Алексея Михайловича с Марией Ильиничной Милославской Фёдор Лихачёв был «у воды у выимки, которой воде в мыльне быть». В 1649 году подписал Уложение царя Алексея Михайловича.
В конце своей жизни, получив разрешение царя, Фёдор Фёдорович Лихачёв принял монашество под именем Филарета. Около 1653 года он скончался в схиме и был погребен в Псково-Печерском монастыре.

## Дети
- Фёдор Фёдорович Лихачёв (ум. 1634), стольник с 1621
- Прасковья Фёдоровна Лихачёва (ум. 1687), жена с 1643 года боярина князя Ивана Семёновича Прозоровского (1618—1670)